# Ernest Appoga
Ernest Appoga (ros. Эрнест Фрицевич (Францевич, Фридцевич) Аппога, łot. Ernests Apoga; ur. 1898 w Lipawie, zm. 28 listopada 1937 w Moskwie) – Łotysz, radziecki dowódca wojskowy, komkor (1935).
Był członkiem WKP(b) od 1917. Pełnił funkcję komisarza wojskowego sztabu Uralskiego Okręgu Wojskowego, szefa 3 wydziału Sztabu Generalnego i szefa Komunikatów Wojskowych Armii Czerwonej. Był członkiem Rady Wojskowej przy Ludowym Komisarzu Obrony ZSRR. Mieszkał w Moskwie.
Był odznaczony Orderem Czerwonego Sztandaru.
22 maja 1937 został aresztowany, wyrokiem Kolegium Wojskowego Sądu Najwyższego z 28 listopada 1937 został uznany za uczestnika antyradzieckiego wojskowo-faszystowskiego spisku i dywersanta, skazany i rozstrzelany tego samego dnia.
Zrehabilitowany 18 kwietnia 1956.